# Doug Aldrich

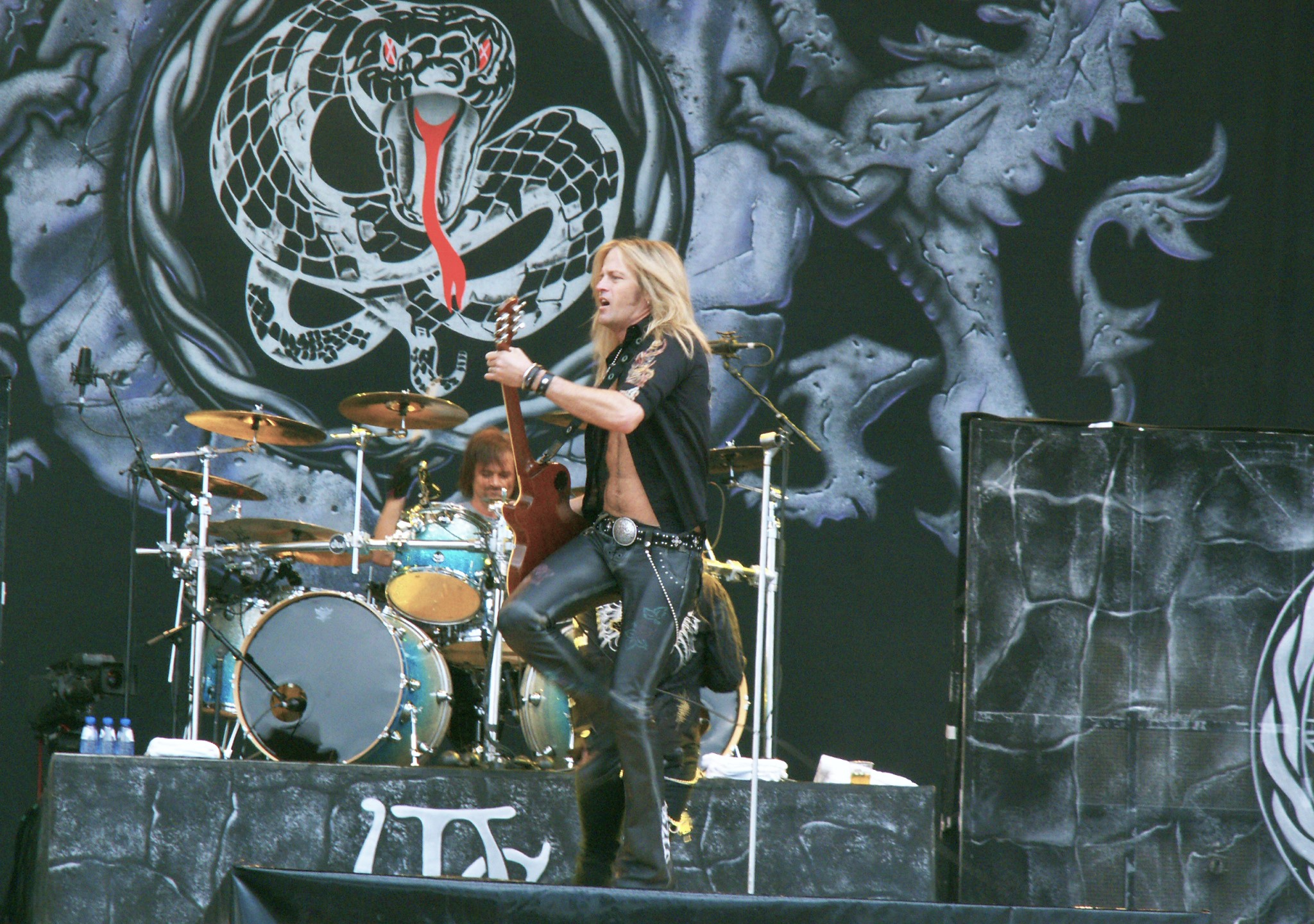
Doug Aldrich - Nijmegen 2008

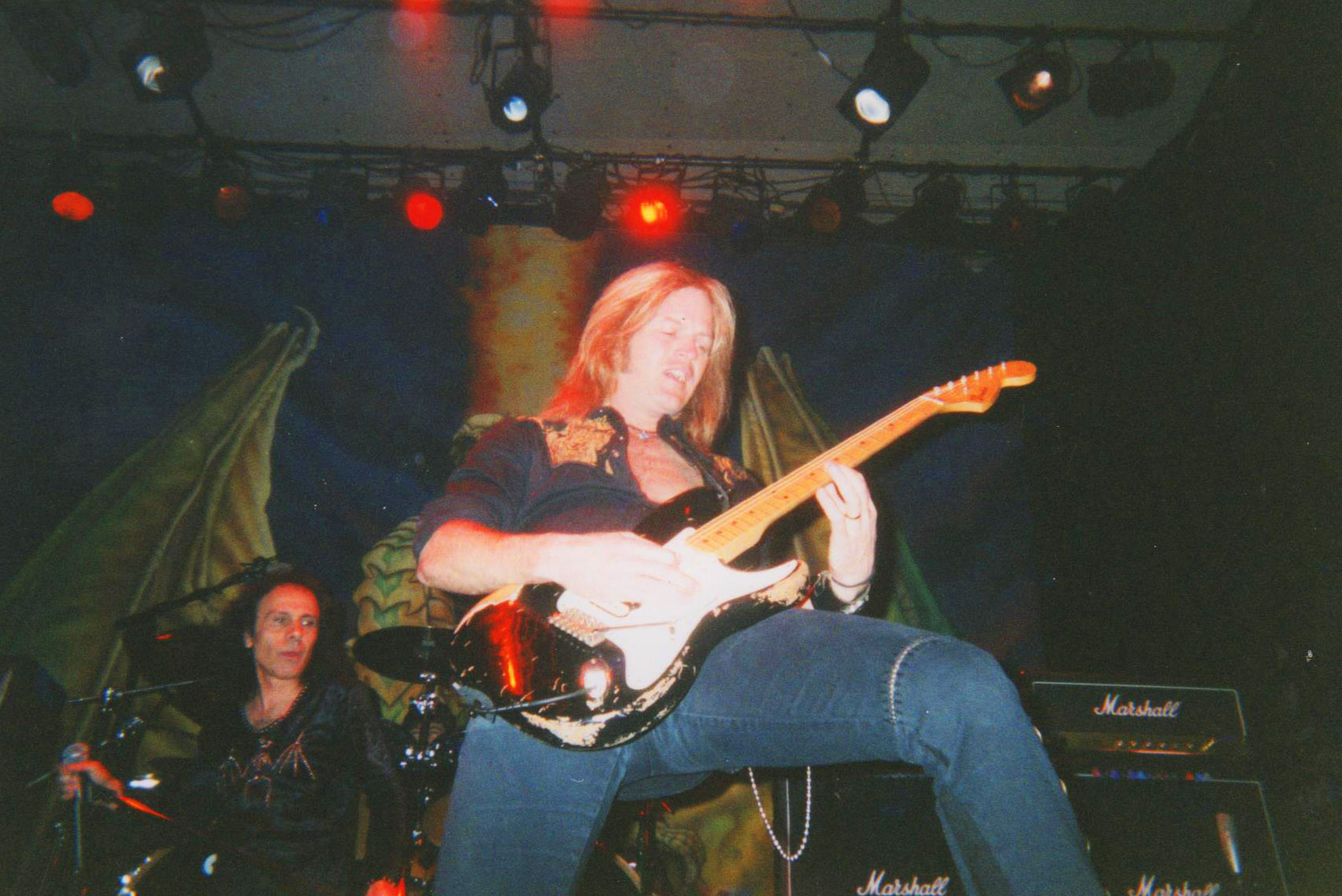
Doug Aldrich (DIO), le 30 septembre 2002 au Divan du Monde, Paris

Doug Aldrich, né le 19 février 1963 à Raleigh (Caroline du Nord) aux États-Unis, est un guitariste américain de hard rock, membre de Whitesnake de 2003 à 2014 et de The Dead Daisies depuis 2016.

## Biographie
Il joue dans son propre groupe Burning Rain avec Keith St. John depuis 1998 et a précédemment joué avec Dio, Lion, Hurricane, House of Lords, Whitesnake et Bad Moon Rising. Depuis 2016, il fait partie du groupe The Dead Daisies avec entre autres John Corabi au chant et Marco Mendoza à la basse. Il a participé à l'album Make Some Noise.
En 2015, il sort l'album Revolution Saints du groupe éponyme qu'il a formé avec Jack Blades et Deen Castronovo.

### Solo
- 1994 - Highcentered
- 1997 - Electrovision
- 2002 - Alter Ego

### Lion
- 1986 - Power Love
- 1987 - Dangerous Attraction
- 1989 - Trouble in Angel City

### Hurricane
- 1990 - Slave to the Thrill

### House of Lords
- 1990 - Sahara

### Bad Moon Rising
- 1991 - Full Moon Fever (Mini Album)
- 1991 - Bad Moon Rising
- 1993 - Blood
- 1993 - Blood on the Streets (Mini Album)
- 1995 - Opium for the Masses
- 1995 - Moonchild (Single)
- 1995 - Junkyard Haze (EP)
- 1999 - Flames on the Moon
- 2005 - Full Moon Collection

### Burning Rain
- 1999 - Burning Rain
- 2000 - Pleasure to Burn
- 2013 - Epic Obsession

### Dio
- 2002 - Killing the Dragon
- 2005 - Evil or Divine: Live in New York City
- 2006 - Holy Diver Live

### Whitesnake
- 2006 - Live... In the Still of the Night
- 2006 - Live: In the Shadow of the Blues
- 2008 - Good To Be Bad
- 2011 - Forevermore
- 2013 - Made in Japan (en)
- 2013 - Made In Britain / The World Record

### Revolution Saints
- 2015 - Revolution Saints

### The Dead Daisies
- 2016 - Make Some Noise
- 2017 - Live & Louder
- 2018 - Burn it down
- 2021 - Holy ground